# Burgviertel (Budapest)

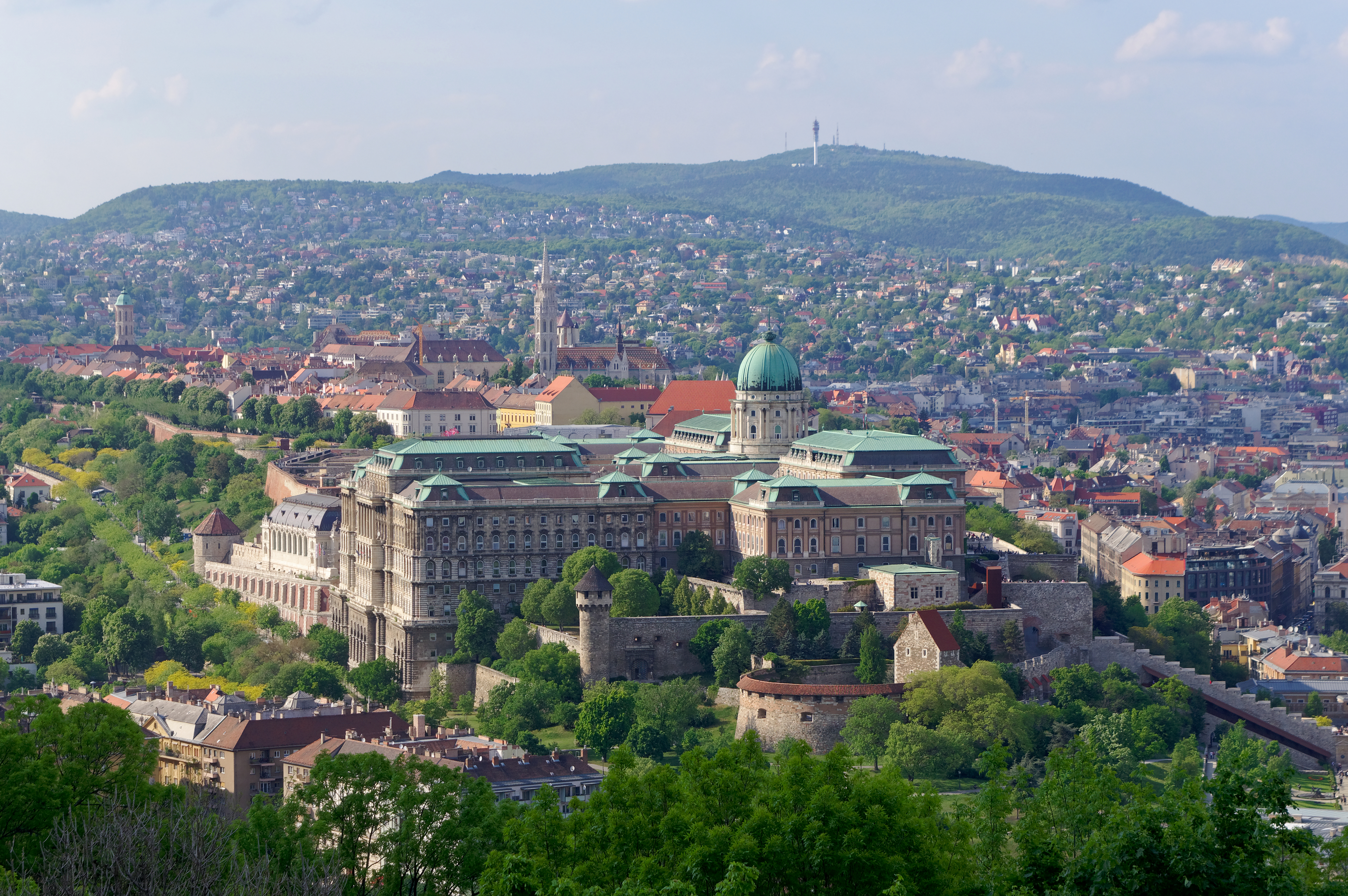
Burgviertel mit Burgpalast

Das Burgviertel (ungarisch Várnegyed) neben dem Burgpalast auf dem Burgberg von Budapest ist eine der Sehenswürdigkeiten der ungarischen Hauptstadt. Obwohl das Burgviertel zweimal fast vollständig zerstört wurde, konnte es bis in die heutige Zeit bestehen. Das Viertel entstand aus dem alten Budaer Stadtkern, welcher sich vom Wiener Tor (ungarisch: Bécsi kapu) bis hin zum Szent György tér erstreckt. Das Burgviertel Vár ist ein Teil des I. Stadtbezirkes Budapests. Die Gebäude des Burgviertels sind überwiegend im barocken Stil erbaut worden.

## Geschichte

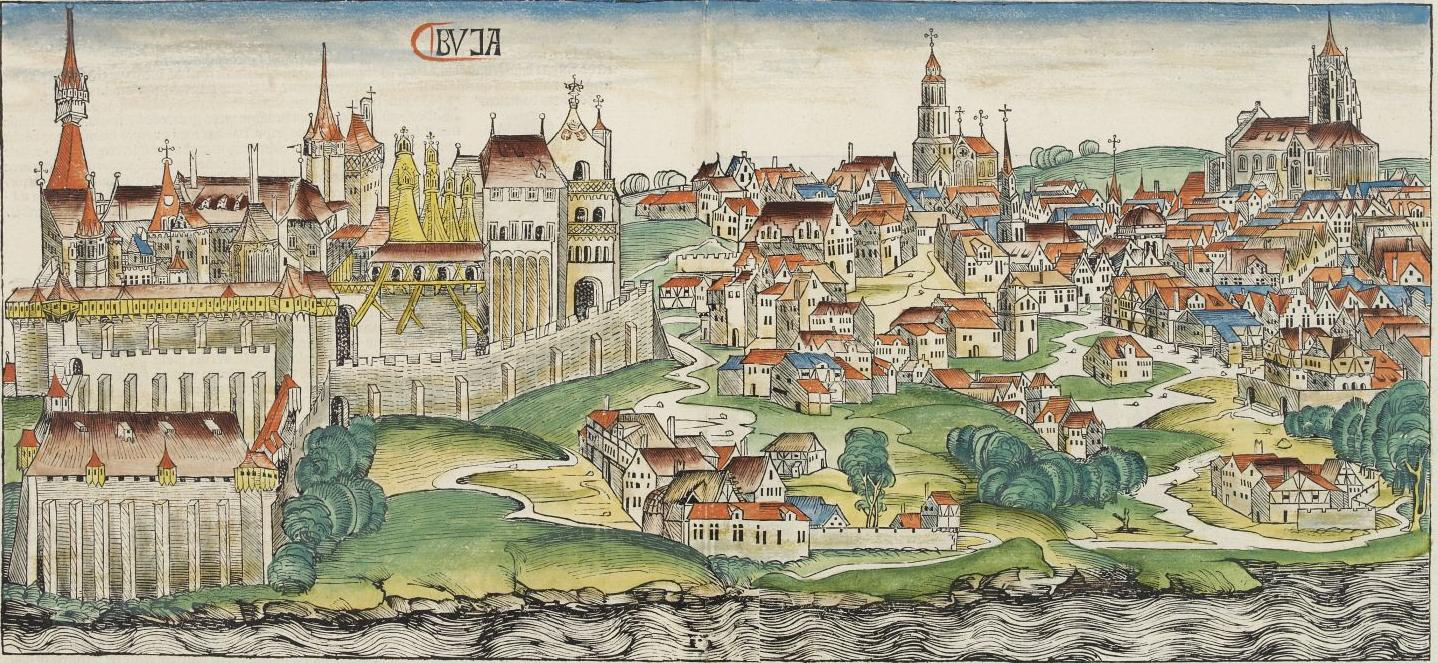
Ansicht von Buda aus der Schedel’schen Weltchronik (1493)

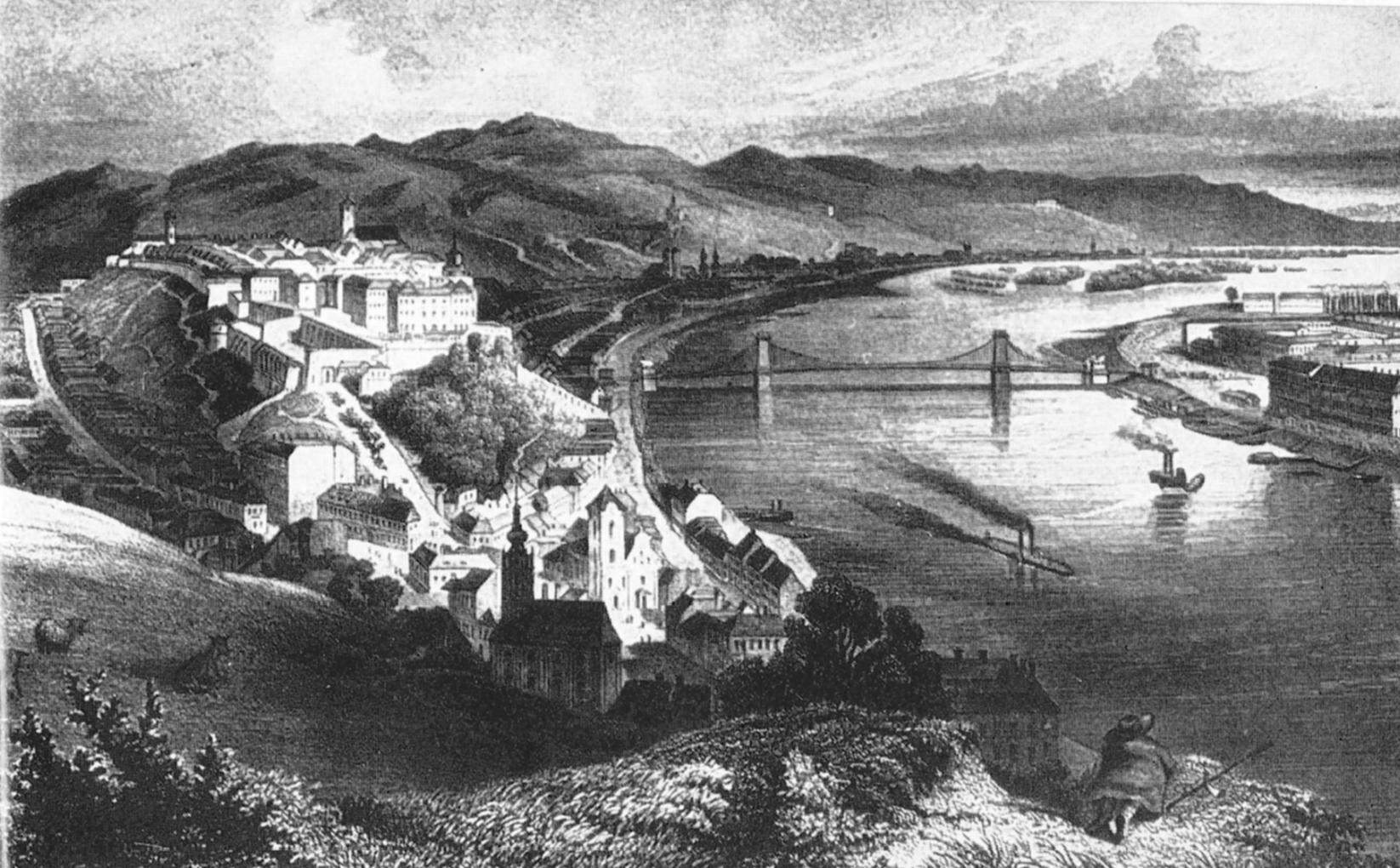
Ansicht der Burg Buda und des Stadtteils Tabán (Mitte des 19. Jahrhunderts)

Bereits im 13. Jahrhundert erkannten die Ungarn und ihr König Béla IV. die strategische Bedeutung des 168 Meter hoch aufragenden Inselberges, welcher sich keilförmig entlang des rechten Ufers der Donau erstreckt. Da man in dem Berg den idealen Platz für die Residenz des ungarischen Königs sah, wurde an seiner Südostspitze begonnen eine Burg zu errichten, die Burg Buda. Parallel dazu entstand auf der nordwestlichen Seite des Berges eine Bürgerstadt. Im Verlaufe der Türkenkriege wurden weite Teile des Burgviertels fast vollständig zerstört, welche man im Laufe des 17. und 18. Jahrhunderts aber im barocken Stil wieder aufbaute. Ein zweites Mal stand das Burgviertel am Ende des Zweiten Weltkrieges kurz vor der Zerstörung. Beim anschließenden Wiederaufbau fand man unter vielen Häusern die mittelalterlichen Grundmauern und manche interessante Details, wie die gotischen Sitznischen.

## Überblick

### Wiener Tor

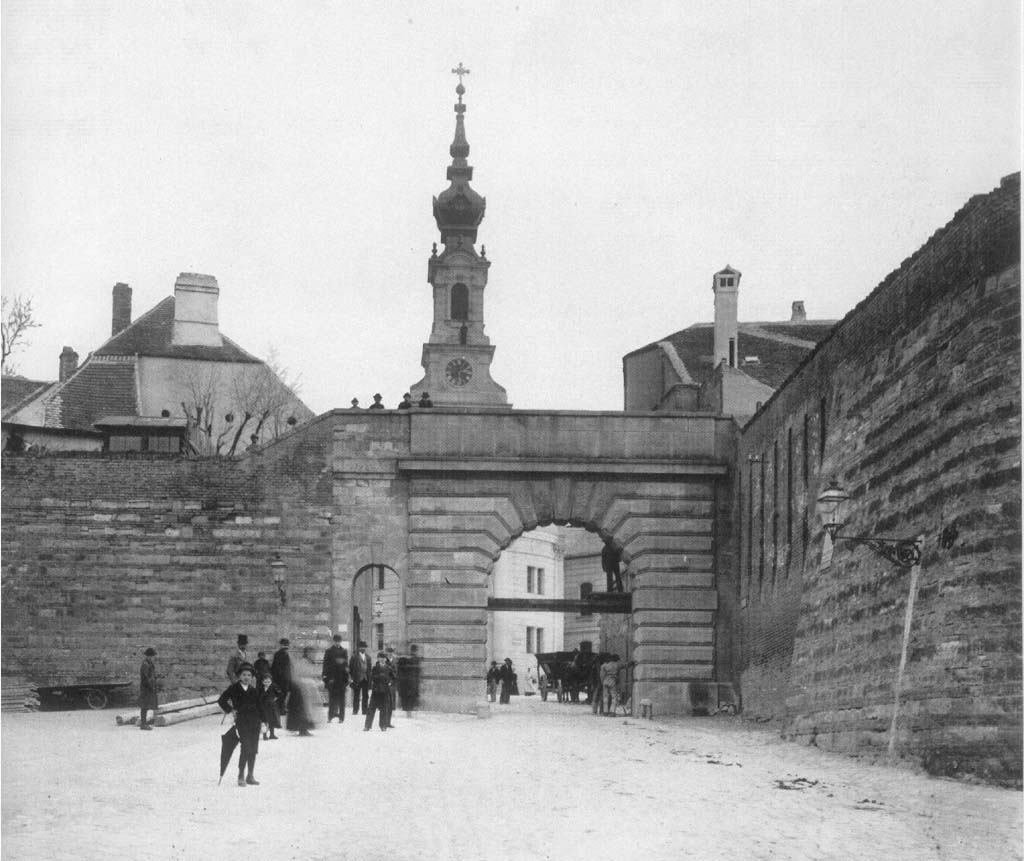
Das Wiener Tor, Eingang zum Burgviertel (1896)

Das Wiener Tor (ungarisch Bécsi kapu) ist einer der Hauptzugänge zum Burgviertel. Es befindet sich an der Stelle des einstigen Samstag-Tors (ungarisch: Szombat kapu).
Errichtet wurde es 1936 anlässlich des 250. Jahrestages der Befreiung Budas von den Türken (1686), woran eine Gedenktafel und -statue an der Innenseite des Tors erinnert. Die Pläne für das Bauwerk stammen von Jenö Lechner. Direkt hinter dem Tor erstreckt sich der Platz des Wiener Tores (ungarisch: Bécsi kapu tér), auf dem früher an Samstagen Markt abgehalten wurde.
- Gegenüber dem Wiener Tor, zwischen der Táncsics und Fortuna utca, steht die Lutherische Kirche (ungarisch: Evangélikus templom). Erbaut wurde diese im Jahr 1895. In der Kirche werden das ganze Jahr über Kirchenkonzerte abgehalten.
- Das Gebäude des Ungarischen Staatsarchiv (ungarisch: Országos Levéltár) ist rechts neben dem Wiener Tor zu finden. Erbaut wurde der neoromanische Bau in den Jahren 1915 bis 1918.
- Die Anjou-Bastei (ungarisch: Anjou-bástya) befindet sich westlich des Wiener Tors, hinter dem Staatsarchiv. Sie gehört zum nordwestlichen Abschnitt der Burgbefestigung und war in den Befreiungskämpfen im Jahre 1686 stark umkämpft. An der zweiten halbrunden Ausbuchtung der Bastei kann man einen kleinen Gedenkstein finden, den die Ungarn 1936 dem letzten türkischen Pascha von Buda, Abdurrahman Abdi Pascha, gewidmet haben, der 1686 hier fiel.

### Táncsics Mihály utca

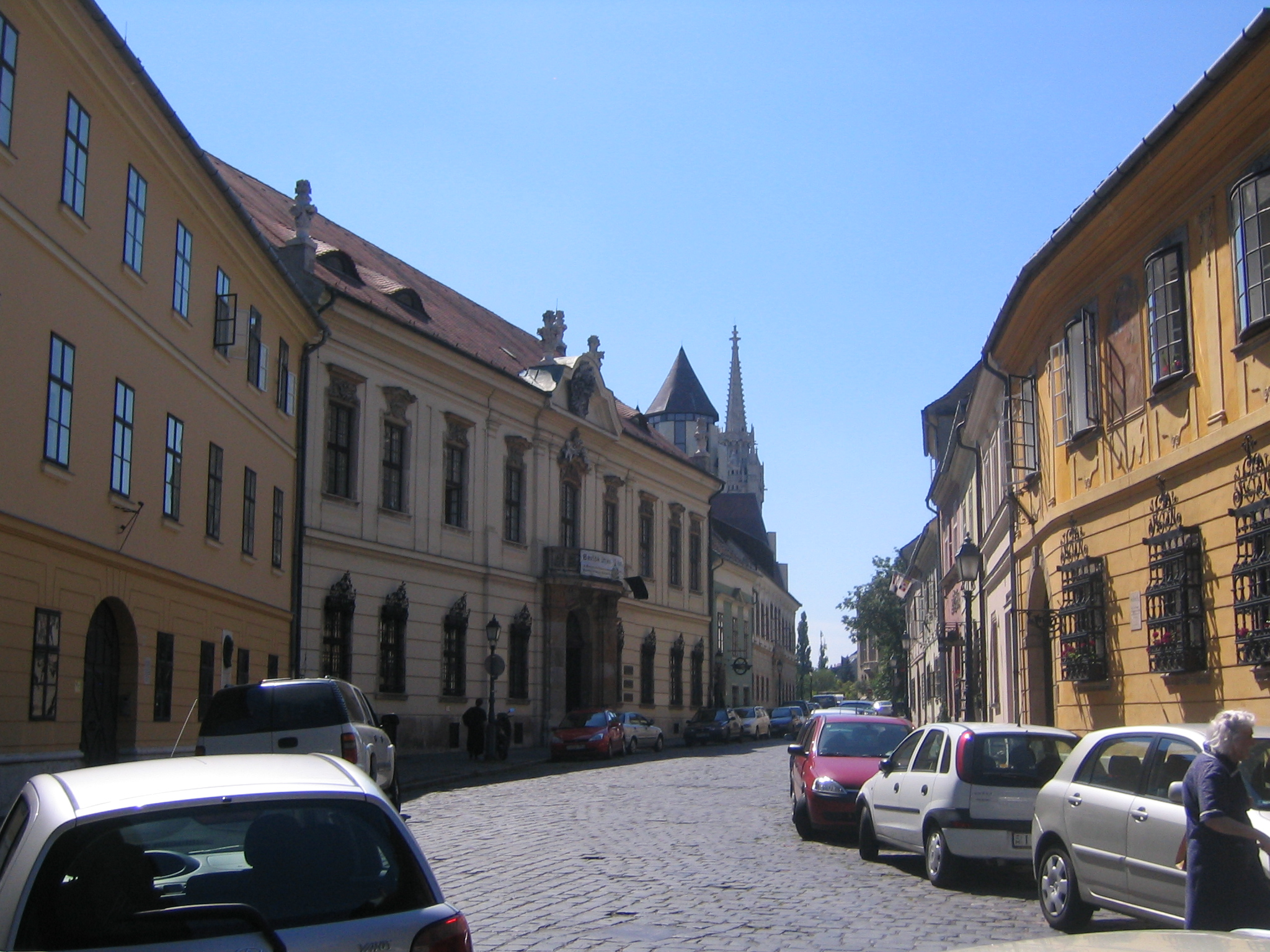
Táncsics Mihály utca

Die Táncsics Mihály utca führt vom Wiener Torplatz in südlicher Richtung zum Dreifaltigkeitsplatz (ungarisch: Szentháromság tér). Benannt wurde die Straße nach dem ungarischen Schriftsteller Mihály Táncsics. Die ehemals Judengasse genannte Straße ist eine der ältesten auf dem Burgberg.
- In der Táncsics Mihály utca hat die ungarische Denkmalbehörde ihren Sitz, wo die Werke der bedeutendsten ungarischen Baumeister und Architekten dargestellt werden.
- Das Haus Nr. 7 in der Táncsics Mihály utca ist der Sitz des Museums für Musikgeschichte (Zenetörténeti múzeum). Es wurde zwischen 1750 und 1769 nach Plänen von Matthäus Nepauer im Barockstil errichtet. Zu finden sind hier unter anderem Musikinstrumente aus den verschiedensten Epochen, darunter die Instrumente eines gesamten Orchesters aus der Zeit Joseph Haydns. Des Weiteren findet sich hier eine Sonderausstellung zum Leben und den Werken von Béla Bartók. Gelegentlich werden in dem Gebäude noch Konzerte gegeben.
- Das Leben der Juden in Ungarn wird im Haus Nr. 26 gezeigt. Einst war dieses kleine, im gotischen Stil errichtete Haus, ein jüdisches Bethaus (ungarisch: Középkori Zsidó Imaház), das die kleine hier ansässige jüdische Gemeinde seit dem 14. Jahrhundert nutzte. Im Hof des Hauses sind Teile der 1461 auf diesem Platz errichteten Synagoge ausgestellt, deren Grundmauern bei Ausgrabungen im Garten des Hauses Nr. 23 gefunden wurden.

Zwischen Haus Nr. 17 und 23, entlang des nordöstlichen Teils der Befestigungsanlagen gelangt man zur Mihály-Babits-Promenade (ungarisch: Babits Mihály sétány). Sie reicht im Norden bis zum Wiener Tor. Unterhalb der Promenade und der Mauern befindet sich der Europapark (ungarisch: Europa-liget), der zum 100. Jahrestag der Vereinigung der Städte Buda und Pest angelegt wurde.

### Andreas-Hess-Platz

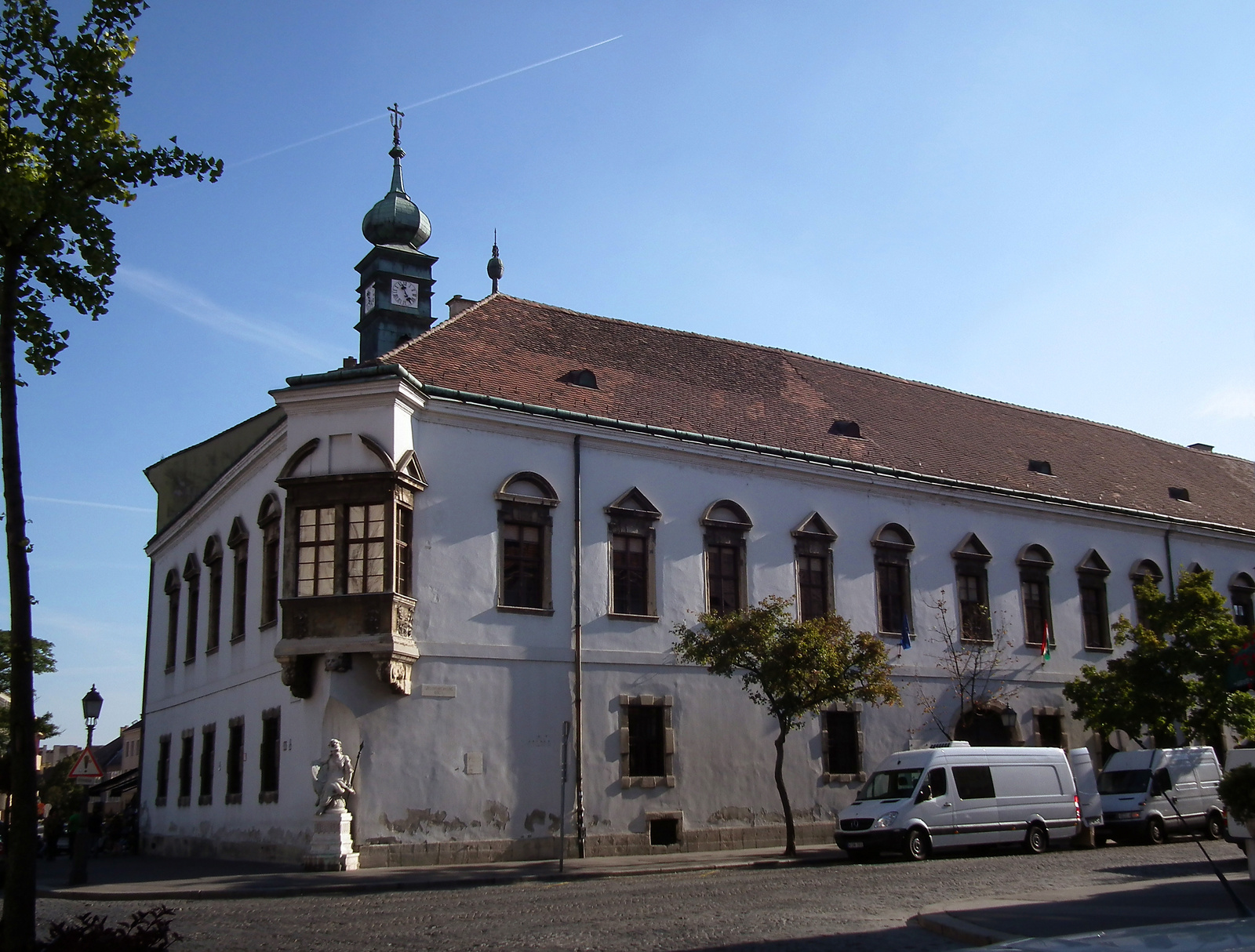
Ehemaliges Rathaus von Buda

Der Andreas-Hess-Platz (ungarisch: Hess András tér) wurde nach dem Buchdrucker Andreas Hess benannt. In seinem Haus Nr. 4 entstand im Jahre 1473 das erste gedruckte Buch in Ungarn, die Chronica Hungarium.
- Auf dem Platz steht eine Statue, geschaffen 1936 von József Damkó. Sie stellt Papst Innozenz XI. dar, dem es zu verdanken war, dass 1686 die Heilige Liga gegen die Türken zustande kam.
- Das Haus mit dem roten Igel über dem Tor (ungarisch: Vörös sün ház), im 17./18. Jahrhundert entstanden, war einer der ältesten Gasthöfe auf dem Burgberg.

- Unweit der Matthiaskirche befindet sich das 1976 eröffnete Hilton Budapest, Architekt war Béla Pinter. Es wurden Überreste mittelalterlicher Bauten in das Baukonzept einbezogen. Dazu gehörten die Reste des ehemaligen Nikolaiklosters, das bereits im 13. Jahrhundert in Buda bestand. Am restaurierten Turm ist seit 1930 eine Kopie des Bautzener Denkmals von König Matthias angebracht. Der Architekt Kálmán Lux (1880–1961) ließ den, für die Millenniumsausstellung 1896 angefertigten Gipsabguss auf Veranlassung einer Hollós Mátyás Gesellschaft 1927 in „edlerem Material“ neu anfertigen und nach einem älteren Kupferstich auch die seitlichen Wappen ergänzen. Die Stadt Budapest stiftete damals die erläuternde Tafel mit dem Verweis auf das Original.

### Dreifaltigkeitsplatz

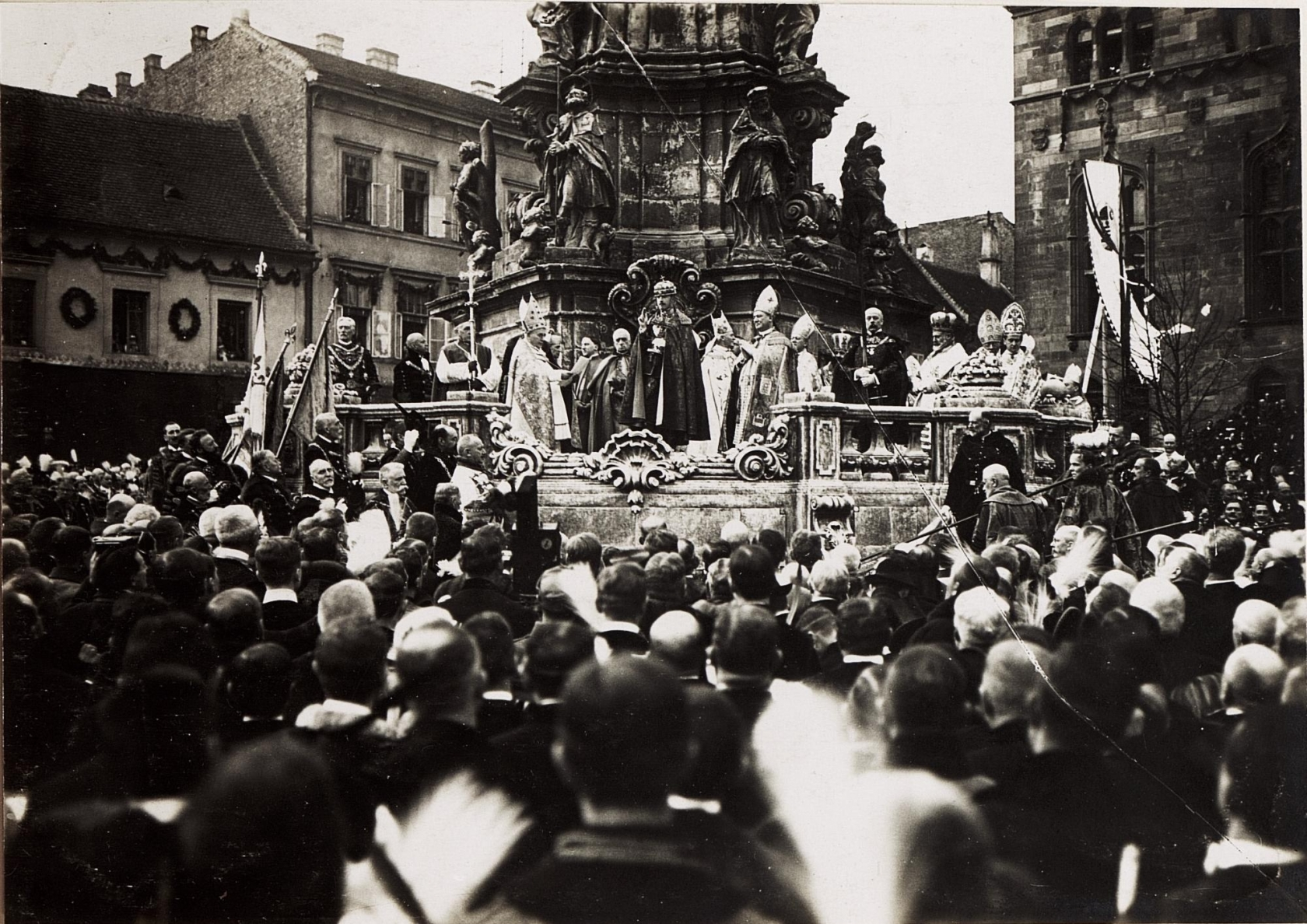
Eidesleistung von König Karl IV. an der Dreifaltigkeitssäule 1916

Der Dreifaltigkeitsplatz (ungarisch: Szentháromság tér) ist der zentrale Platz des Burgviertels. Begrenzt wird er im Norden vom ehemaligen Gebäude des Finanzministeriums und im Osten von der Matthiaskirche.
- Im Mittelpunkt des Platzes befindet sich die Dreifaltigkeitssäule (ungarisch: Szentháromság-szobor), eine barocke Pestsäule aus dem 18. Jahrhundert. Entworfen wurde diese 1713 vom Würzburger Philipp Ungleich und soll die Erinnerung an die Pestepidemie im Jahre 1691 wachhalten.[1] Die Säule hat eine Höhe von über 14 Metern. An ihrer Spitze befindet sich eine Dreifaltigkeitsgruppe. Am Fuß der Säule hat der Künstler mehrere Heiligenfiguren angebracht. Das Relief und das Wappen am Postament schuf der Bildhauer Antal Hörbiger. Am 30. Dezember 1916 fand hier die Eidesleistung des neu gekrönten Königs Karl IV. statt. Die heute auf dem Dreifaltigkeitsplatz stehende Pestsäule ist allerdings nur eine Nachbildung des Originaldenkmals, da dieses im Zweiten Weltkrieg stark beschädigt wurde.

- Das ehemalige Rathaus von Buda, ein zweigeschossiges Barockgebäude, befindet sich an der Ecke Szentháromság tér/Szentháromság utca. Es wird vom Sprachwissenschaftlichen Institut der ungarischen Akademie der Wissenschaften genutzt. Die Pläne für das Gebäude lieferte der italienische Baumeister Venerio Ceresola. Um 1700 wurde es unter Einbeziehung der mittelalterlichen Mauerreste der Vorgängerbauten errichtet. Ceresola vereinte fünf gotische Häuser hinter einer Barockfassade. Mätthäus Nepauer stockte 1770 den Westtrakt auf.[2] Unter dem Eckerker befindet sich die Statue der griechischen Göttin Pallas Athene, die das Wappen Budapests auf ihrem Schild trägt. Geschaffen wurde sie von Carlo Adami um 1785.

Eines der jüngeren Gebäude in der Dreifaltigkeitsstraße (ungarisch: Szentháromság utca) ist das Haus der Konditorei Ruszwurm (ungarisch: Ruszwurm cukrázda). Sie besteht seit 1827 und ist noch im alten Empire-Stil eingerichtet.

### Fischerbastei

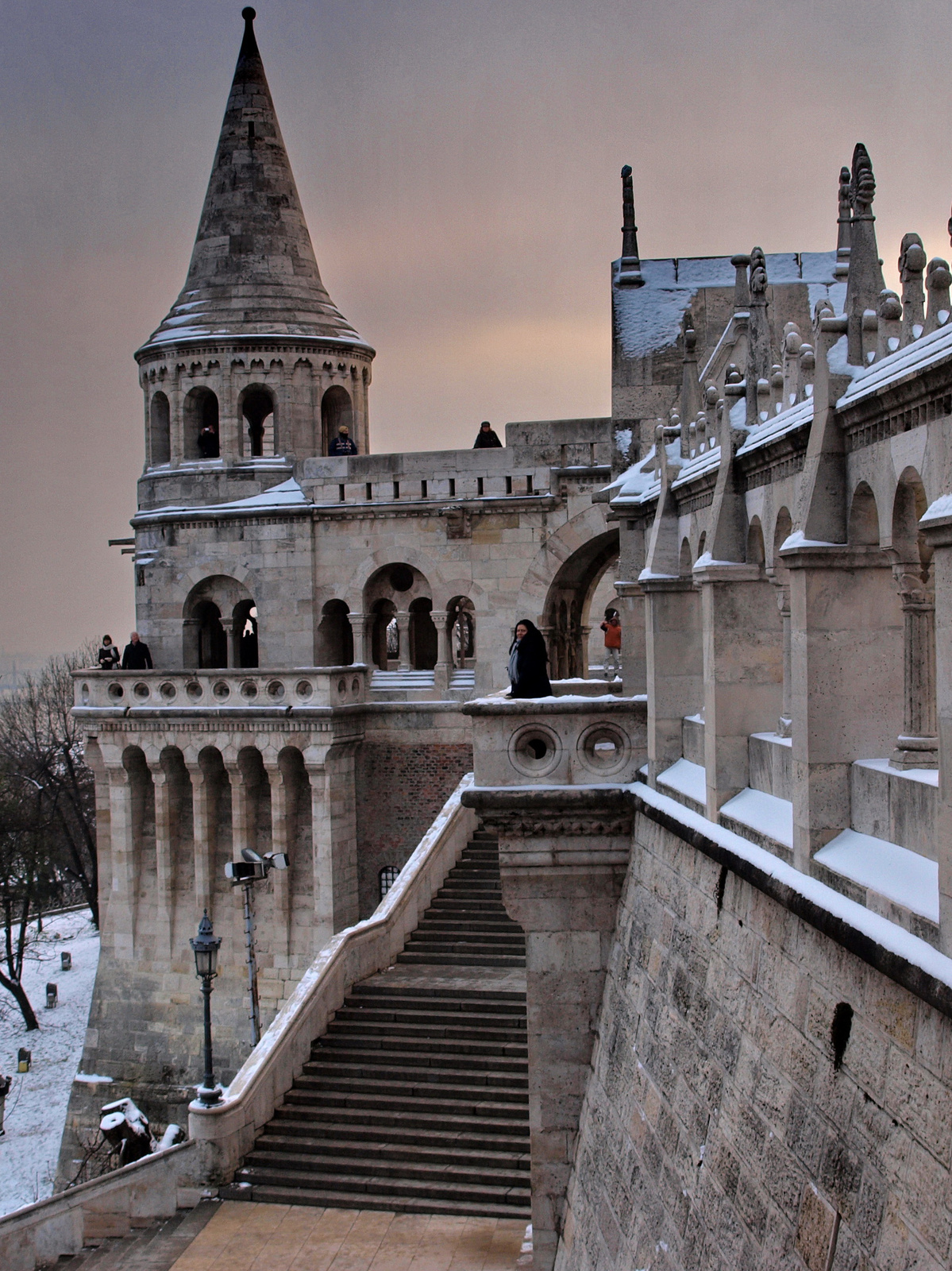
Fischerbastei

An der Nordseite der Matthiaskirche (ungarisch: Mátyás templom) befindet sich am Abhang vom Burgberg zur Donau hin die Fischerbastei. Sie wurde 1895 an der Stelle des mittelalterlichen Fischmarktes von Buda errichtet. Das im neoromanischen Stil errichtete Bauwerk dient als Aussichtsterrasse mit einem Blick über die Donau und Pest. Vor der Fischerbastei befindet sich die Statue des Heiligen König Stephan.

### Gasse des Schatzmeisters
Die Gasse des Schatzmeisters (ungarisch: Tárnok utca) reicht vom Dreifaltigkeitsplatz zum Ehrenplatz (ungarisch: Dísz tér) und war einst eine typische Handelsstraße, was noch an einigen Häusern erkennbar ist. So ist das Haus Nr. 14, mit seiner mit bunten geometrischen Mustern bemalten Fassade, ein Beispiel für die einst hier stehenden gotischen Handelshäuser.
- In der Tárnok utca 18 befindet sich das Apothekenmuseum „Goldener Adler“, welches die Geschichte der modernen Pharmazie seit dem 16./17. Jahrhundert ausstellt.[3] Erbaut wurde das Gebäude im 15. Jahrhundert als Handelshaus. Seit dem 18. Jahrhundert nutzte die Apotheke zum goldenen Adler (ungarisch: Arany Saspatika) das Erdgeschoss.

### Ehrenplatz

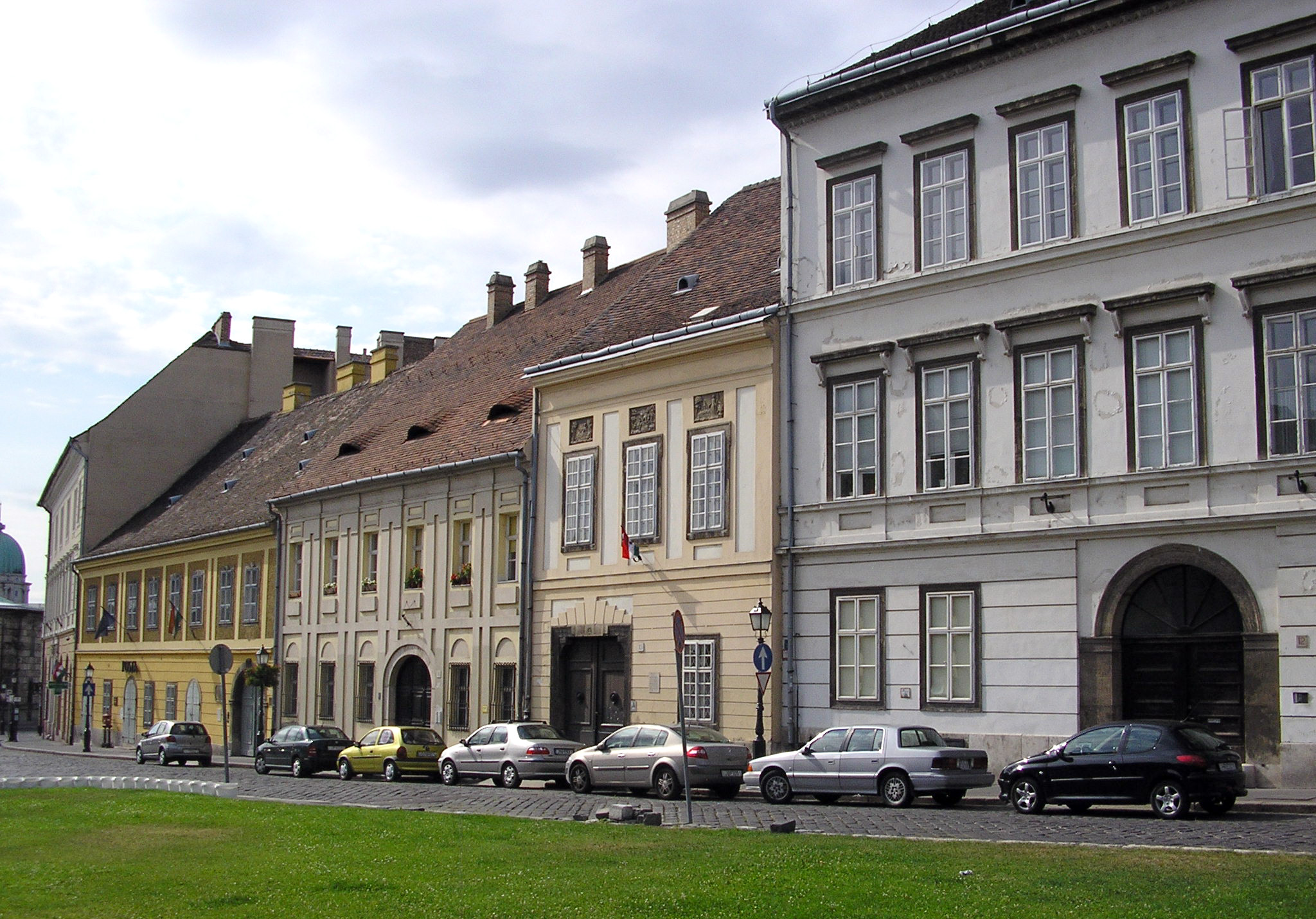
Ehrenplatz

Der Ehrenplatz (ungarisch: Dísz tér) liegt am nördlichen Ende des Burgviertels und war einst der Paradeplatz. Im Mittelalter war der von barocken und klassizistischen Gebäuden umrahmte Platz der Marktplatz des Burgviertels. Hier befindet sich das Honvéd-Standbild, das 1893 von György Zala hier errichtet wurde und an die Freiheitskämpfe der Jahre 1848/1849 erinnern soll.

### Sankt-Georgs-Platz

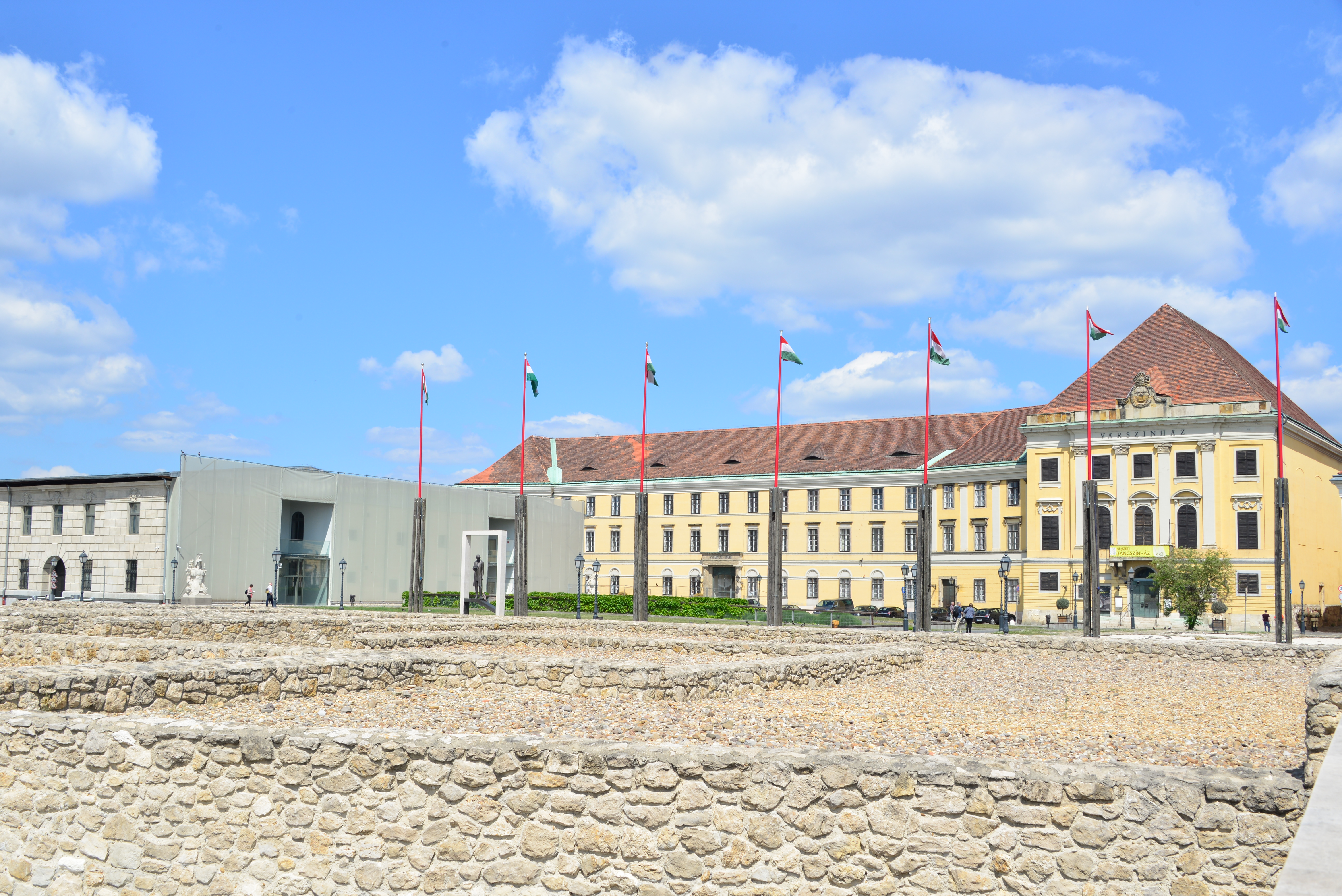
Sankt-Georgs-Platz: links im Bild die Reste des ehemaligen Honvédministeriums, rechts das Burgtheater

Der Sankt-Georgs-Platz (ungarisch: Szent György tér) befindet sich nördlich des Burgpalastes und südlich des Ehrenplatzes (ungarisch: Dísz tér), von welchem er durch die Reste des ehemaligen königlich ungarischen Honvédministeriums getrennt wird. An der Westseite des Platzes wurde ein weitläufiges Areal mit Palastruinen aus dem 15. Jahrhundert freigelegt, während sich an der Ostseite des Platzes das Burgtheater und das Palais Sándor befinden. Am östlichen Ende des Platzes steht die Statue des Vogels Turul, während sich im Süden die Gebäude des Burgpalastes anschließen.
- In der Színház utca liegt das Burgtheater (Várszínház). Ursprünglich war in dem Gebäudekomplex ein Karmeliterkloster beheimatet, was allerdings 1786 durch einen Erlass des österreichischen Kaisers Joseph II. aufgelöst werden musste. Farkas Kempelen erhielt damals den Auftrag, die Kirche und das Konventsgebäude in ein Theater umzubauen, wo am 15. Oktober 1790 das erste Bühnenstück in ungarischer Sprache aufgeführt wurde.

- Westlich des Burgtheaters befinden sich die Reste des ehemaligen königlichen Honvédministeriums. Von dem 1879 bis 1881 errichteten Gebäude mit einstmals prunkvoller Fassade ist seit der Schlacht um Budapest im Winter 1944/45 nur mehr das Erdgeschoss erhalten. Hier ist heute ein Museum zur Geschichte der ungarischen Armee eingerichtet. Auf dem Platz vor dem Honvédministerium fand am 30. Dezember 1916 der Ritt des neu gekrönten Königs Karl IV. auf den Krönungshügel statt, der zu diesem Zweck eigens errichtet worden war.

- Südlich des Burgtheaters befindet sich das Palais Sándor (Sándor-palota). Entworfen wurde das klassizistische Gebäude im Jahre 1806 von Mihály Pollack für den Grafen Vincent Sándor. Seit 2003 ist der Palast Sitz des ungarischen Staatspräsidenten. Auf der Gründfläche westlich des Palais Sándor sind die freigelegten Fundamente der gotischen Kirche zu sehen.

- Die östlichen Ende des Platzes aufgestellte Plastik des Vogels Turul sitzt auf einem Stein mit weit geöffneten Flügeln und trägt in ihren Krallen ein Schwert. Das Fabelwesen hat sowohl Ähnlichkeit mit einem Adler wie auch mit einem Falken. Der Name stammt aus dem Türkischen. In der Geschichte der Ungarn spielt diese Gestalt eine große Rolle. Laut einer Sage soll ein Turul im Jahr 819 Emese im Schlaf geschwängert und ihr im Traum prophezeit haben, dass sie einen Sohn zur Welt bringen würde, der der Urahn vieler Könige sein würde.

### Herrengasse

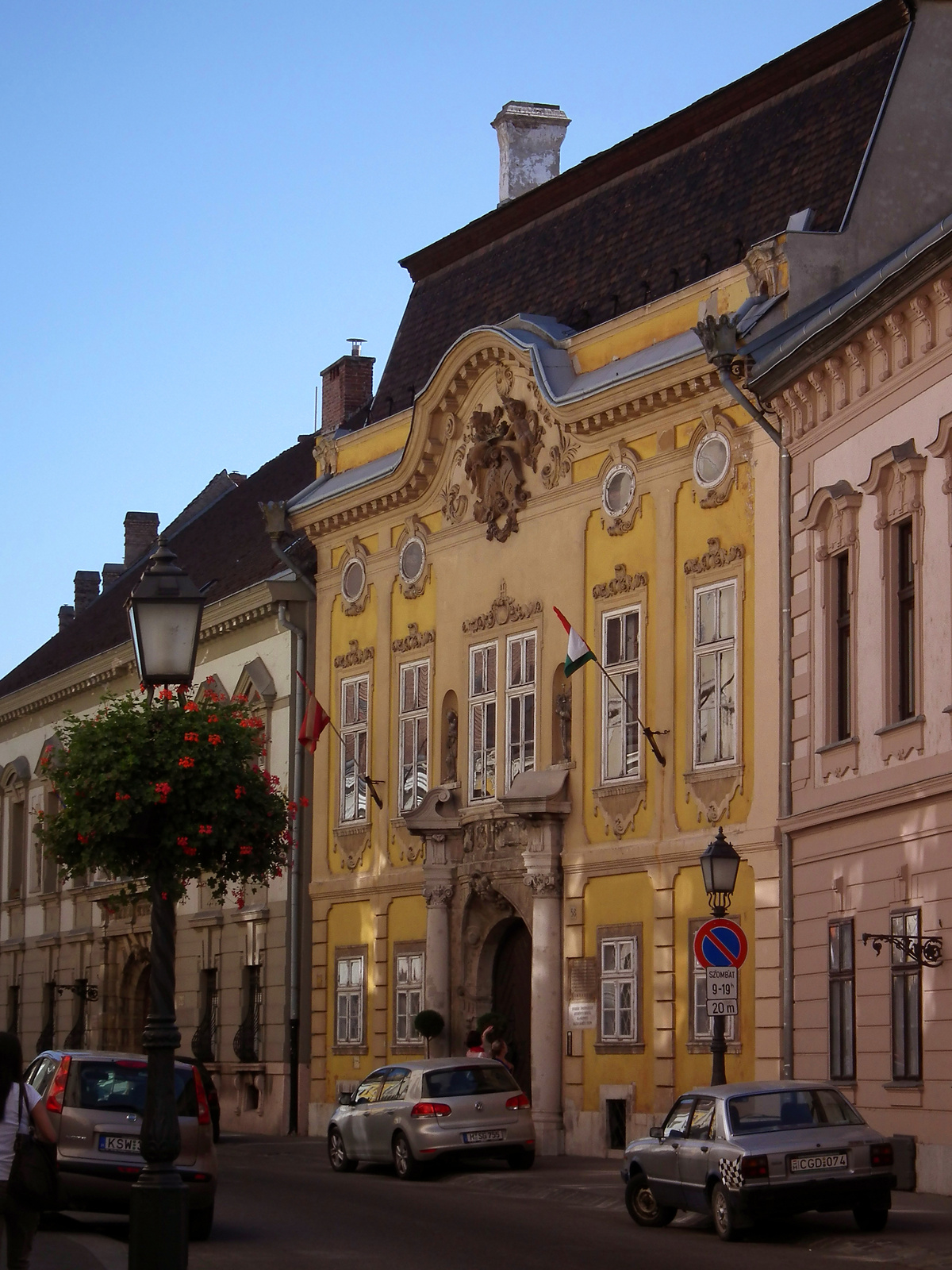
Herrengasse

Die Herrengasse (ungarisch: Úri utca) liegt in unmittelbarer Nähe zum Burgpalast. Die Geschichte der Herrengasse reicht bis in das 13. Jahrhundert zurück. Zur Jahrhundertwende 14. auf 15. Jahrhundert ließen sich hier die ungarischen Adligen und reichen Kaufleute ihre Stadthäuser errichten. Geprägt ist die Straße hauptsächlich durch Gebäude im romanischen, gotischen und barocken Stil. In den später folgenden Türkenkriegen wurden große Teile der Straße und ihrer Gebäude vernichtet. Die neue Bebauung wurde größtenteils im barocken und klassizistischem Stil errichtet.
- Die Geschichte der ungarischen Telekommunikationstechnik kann man im Haus Nr. 49 in der Úri utca besichtigen, wo das ungarische Telefonmuseum seinen Platz hat.
- Am nördlichen Ende der Úri utca befindet sich der Westturm der ehemaligen Maria-Magdalenen-Kirche (Mária Magdolna-templon). Sowohl die aus dem 13. und 15. Jahrhundert stammende Kirche, als auch der Turm, wurden im Zweiten Weltkrieg fast vollständig zerstört. Später entschied man sich die Kirche abzutragen und den Turm zu rekonstruieren.

### Kapisztrán-Platz
Der Kapisztrán-Platz (ungarisch: Kapisztrán tér) liegt im Nordwesten des Burgviertels und wurde nach dem italienischen Franziskaner Johannes Capistranus benannt. Ihm zu Ehren errichtete 1922 József Damkó auf dem Platz ein Denkmal.
- An der Nordseite befindet sich das Kriegshistorische Museum (ungarisch: Hadtörténeti Múzeum). Hier werden unter anderem Exponate und Dokumente zur ungarischen Kriegsgeschichte seit dem 16. Jahrhundert ausgestellt. Der Schwerpunkt der Ausstellung liegt aber auf der Entwicklung seit dem Jahre 1848. Das Gebäude des Kriegshistorischen Museums gehörte einst zur Ferdinands-Kaserne.

### Parlamentsgasse
Die Parlamentsgasse (ungarisch: Országház utca) beginnt an der Südseite des Kapisztrán-Platzes und ist die Hauptstraße des Burgviertels.

### Fortunastraße
Die Fortunastraße (ungarisch: Fortuna utca) trifft an der Matthiaskirche auf die Országház utca. Im Mittelalter lebten hier vor allem französische Handwerker, welche am Bau des Burgpalastes mitwirkten.
- In der Fortuna utca 4 findet sich das Museum für Handel und Gaststättenwesen. Zu sehen sind hier eine Einrichtung einer Budaer Konditorei aus dem Jahre 1870 und verschiedene Plakatwerbungen der vergangenen Jahrzehnte.

## Höhlensystem
Unter dem Burgpalast befindet sich ein Höhlensystem. In Kriegszeiten wurde dieses immer wieder von der Budaer Bevölkerung als Schutz- und Lagerraum genutzt. Zu sehen sind hier unter anderem Reste alter Brunnenanlagen und ein alter Gefechtsstand der deutschen Wehrmacht aus dem Zweiten Weltkrieg.

## Galerie

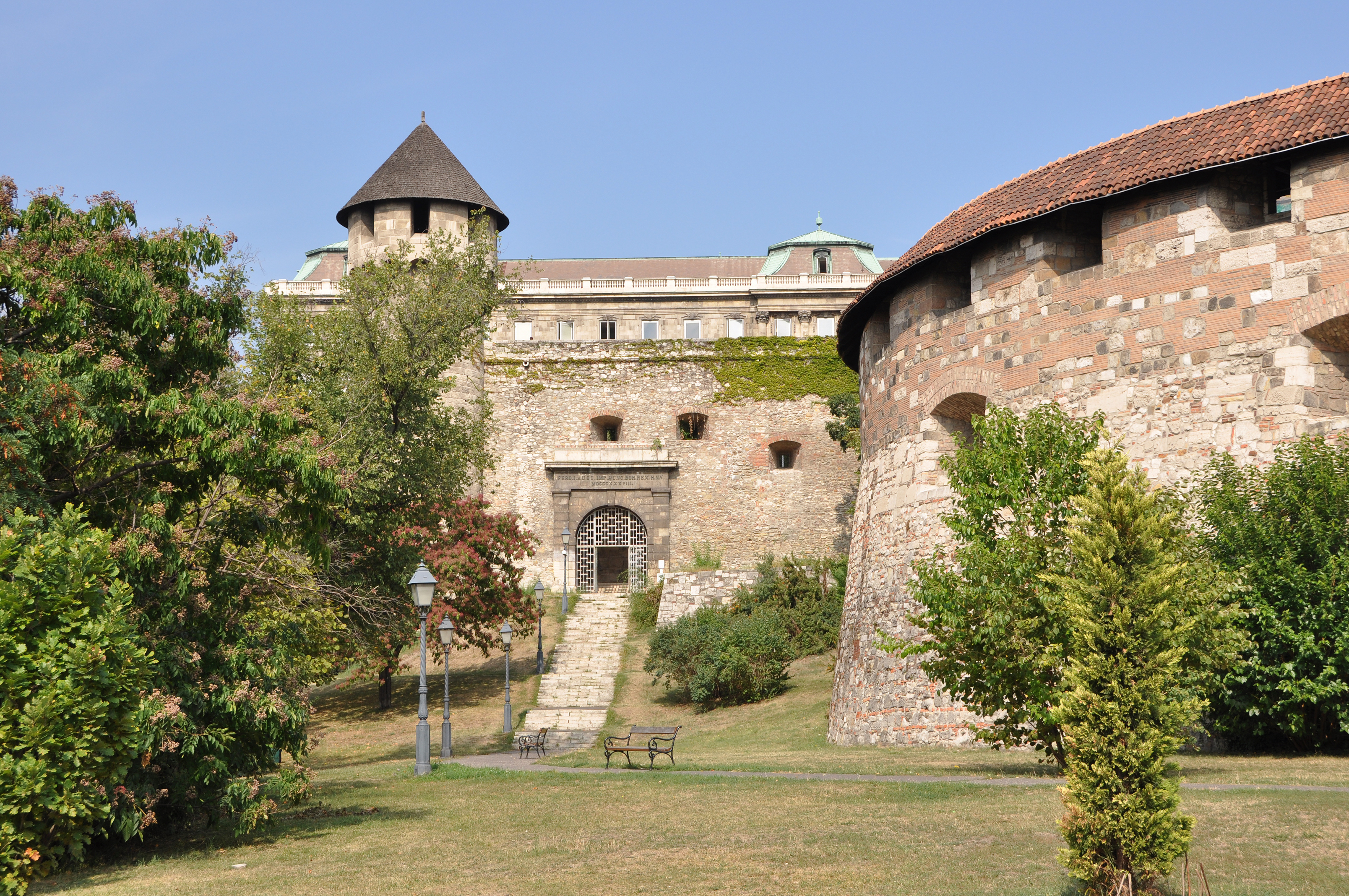
Bastei aus dem Mittelalter
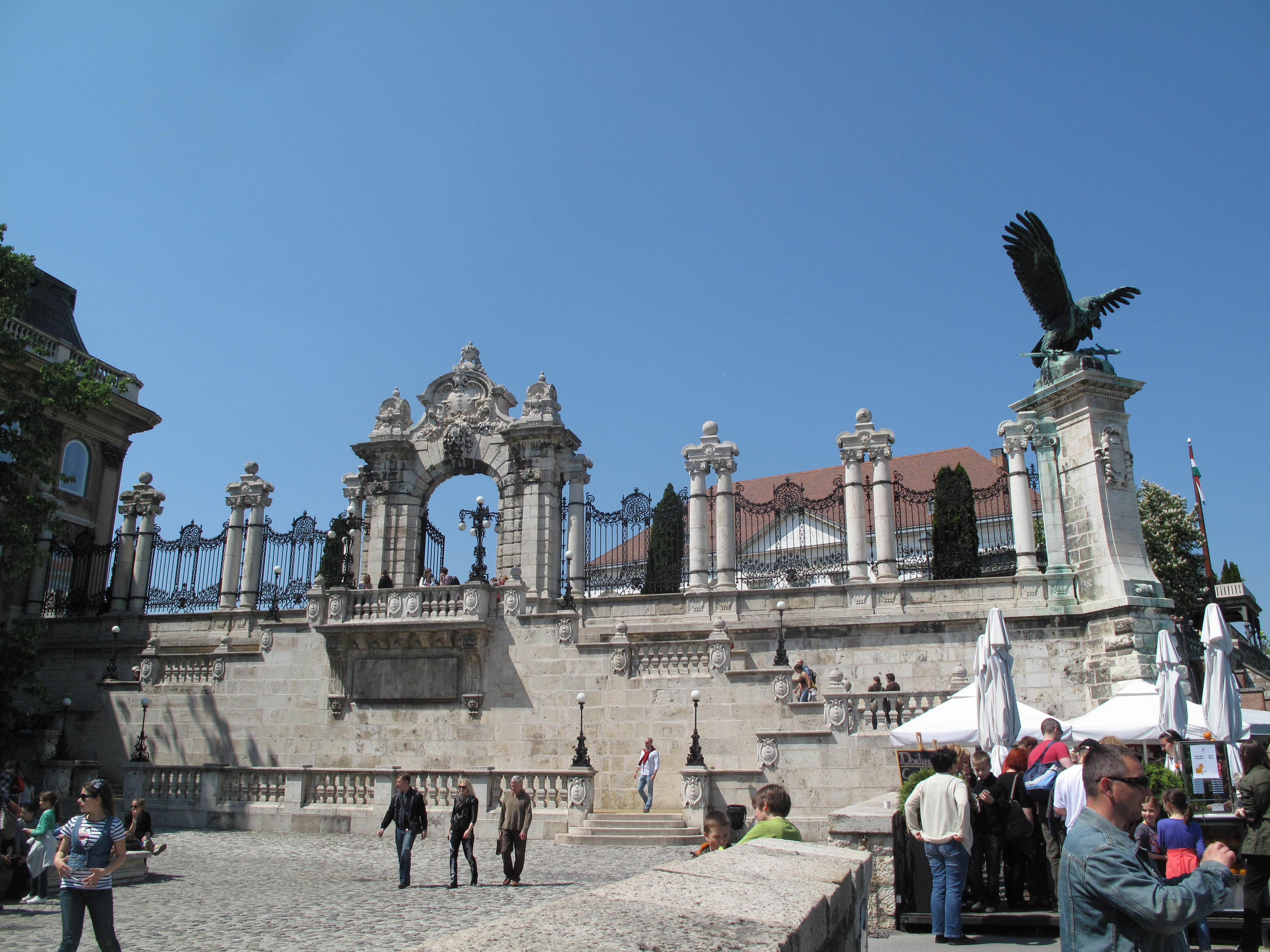
Burggarten mit einem Turul
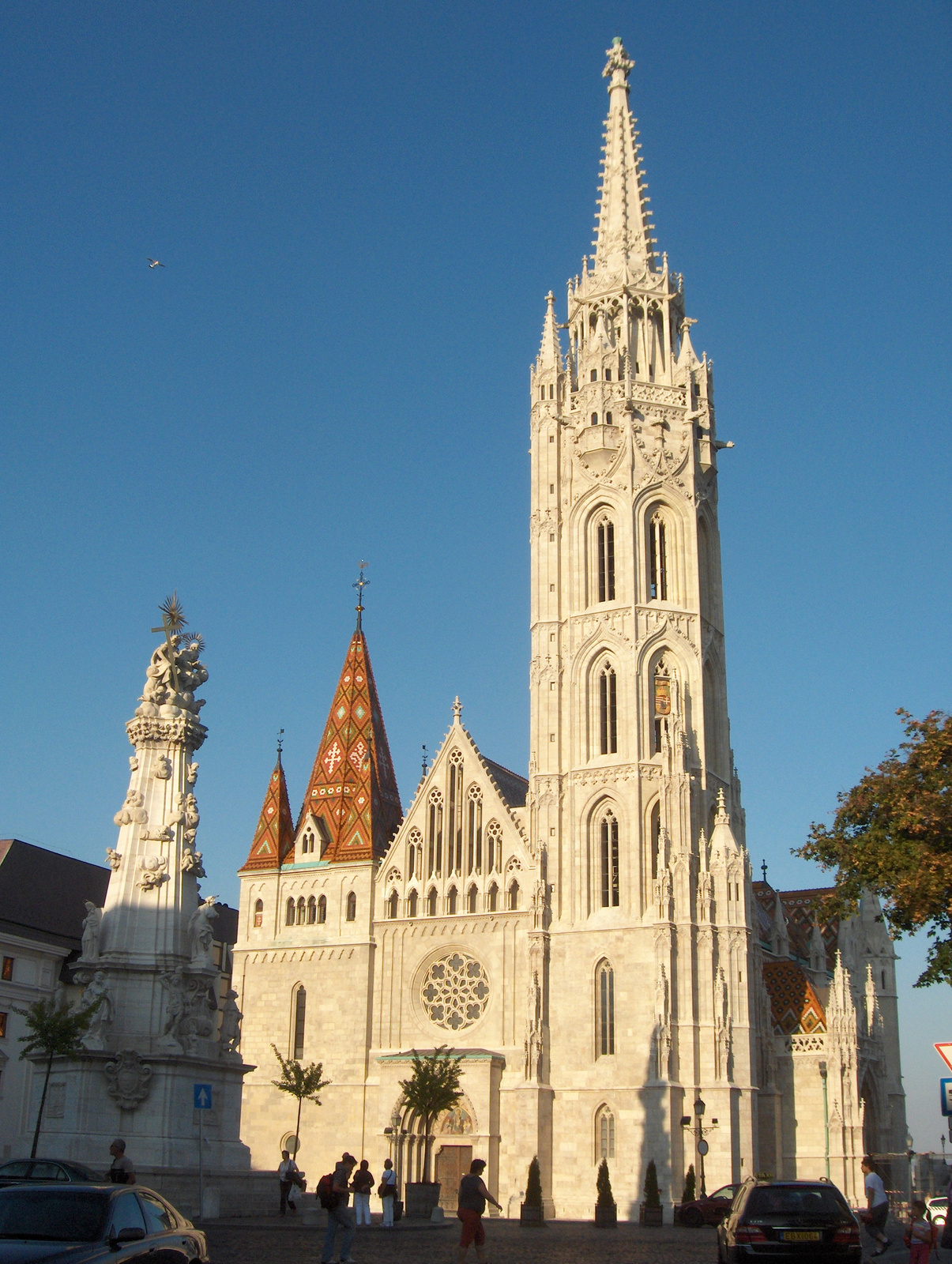
Matthiaskirche
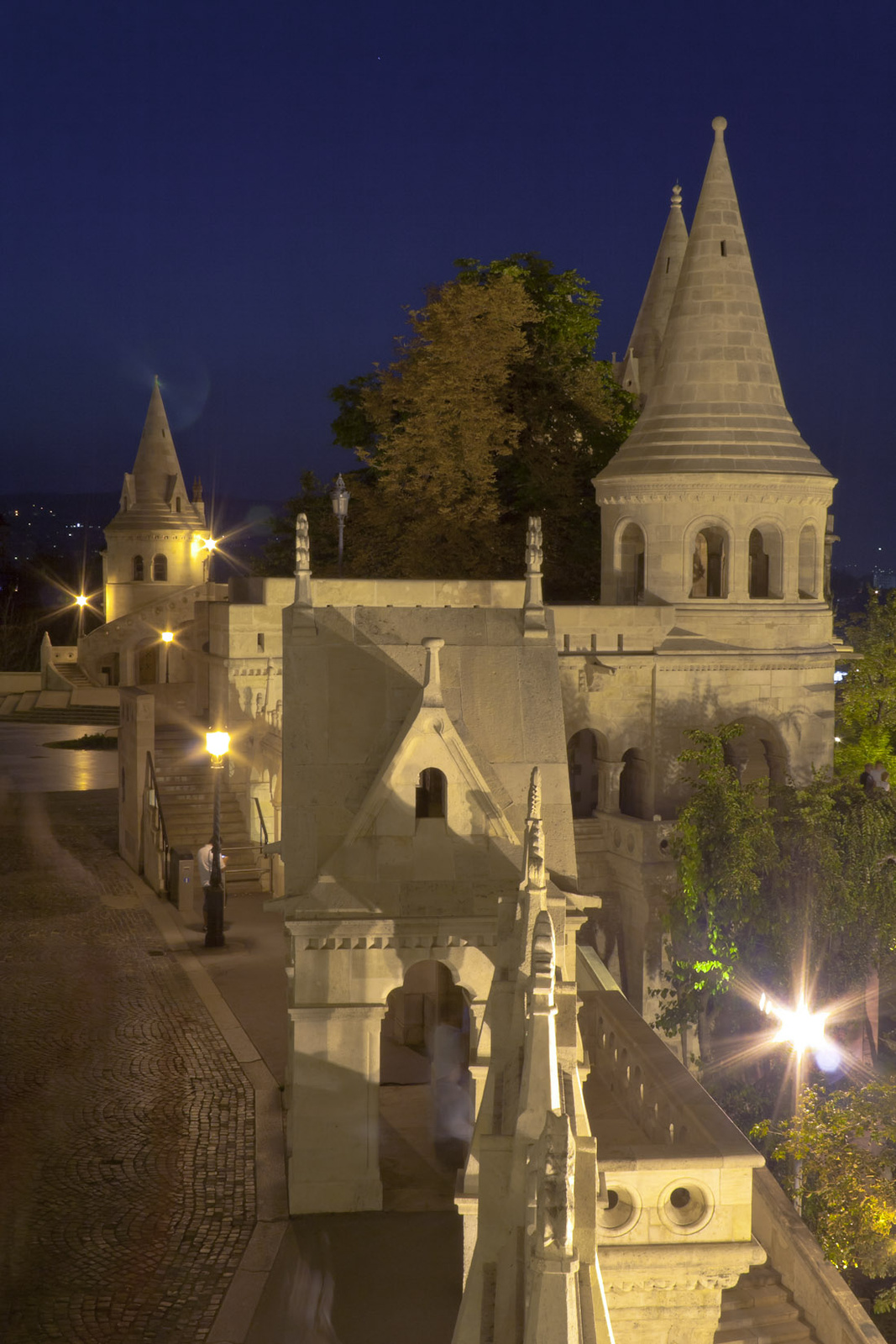
Fischerbastei
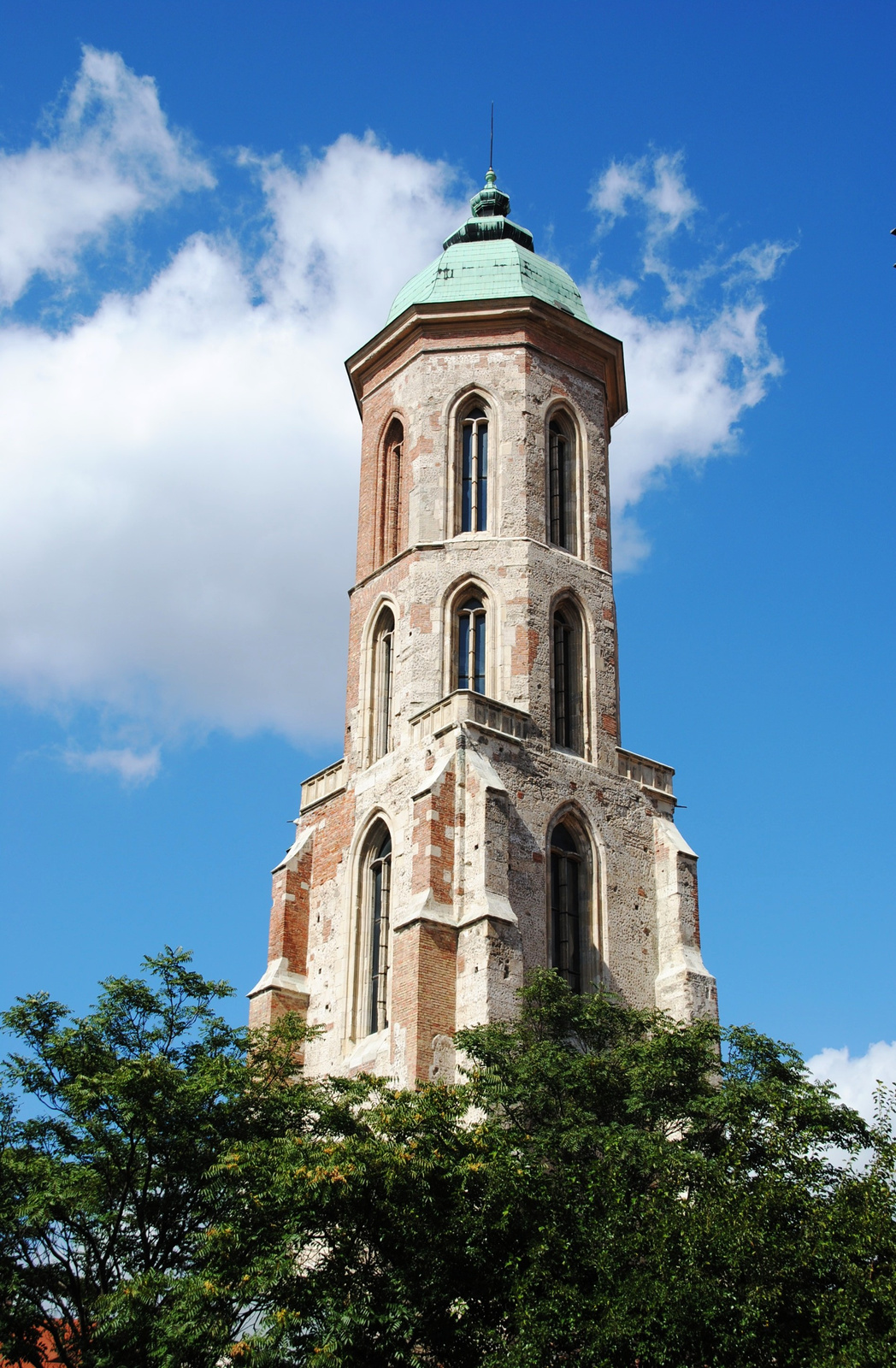
Maria-Magdalena-Kirche
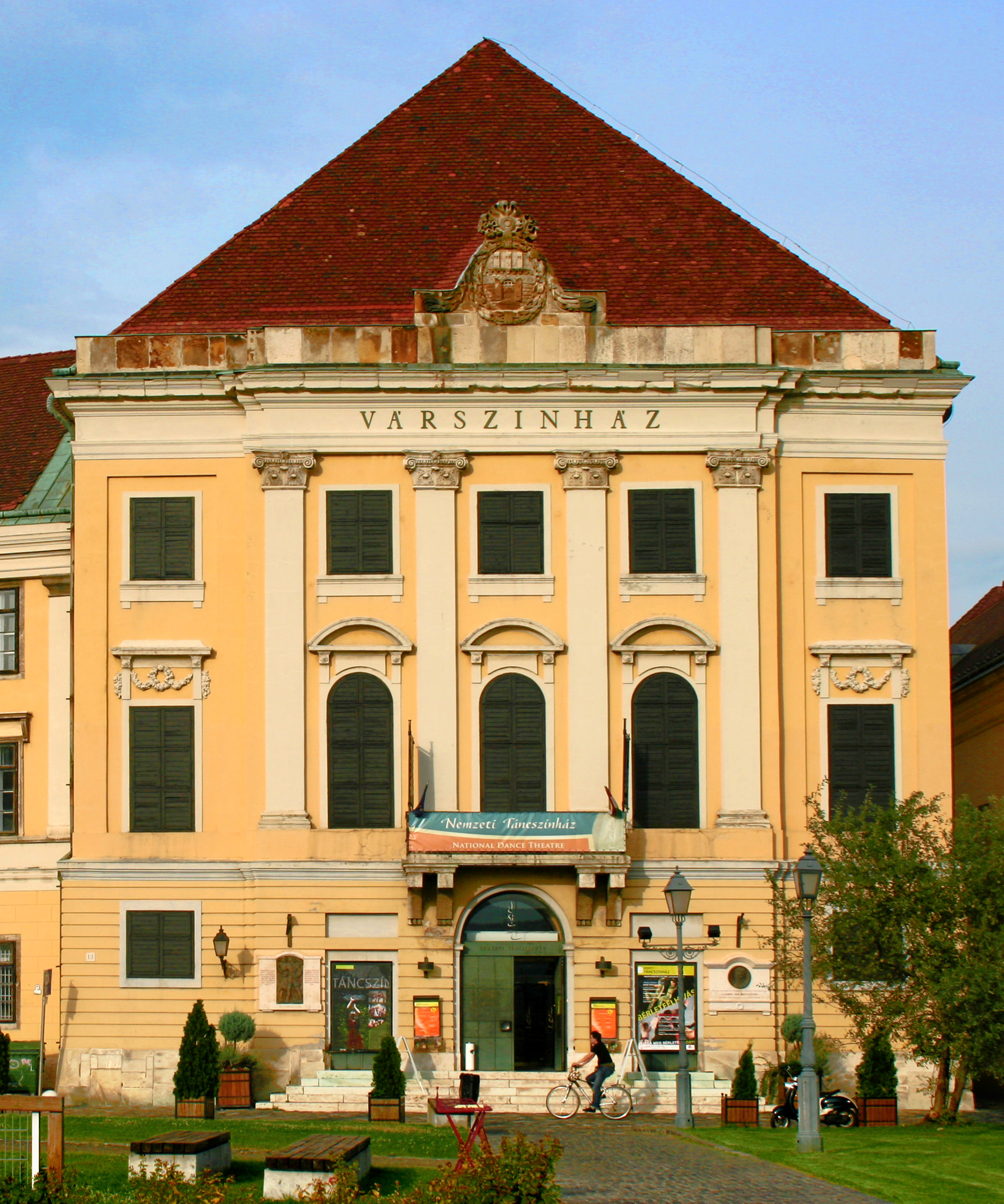
Burgtheater
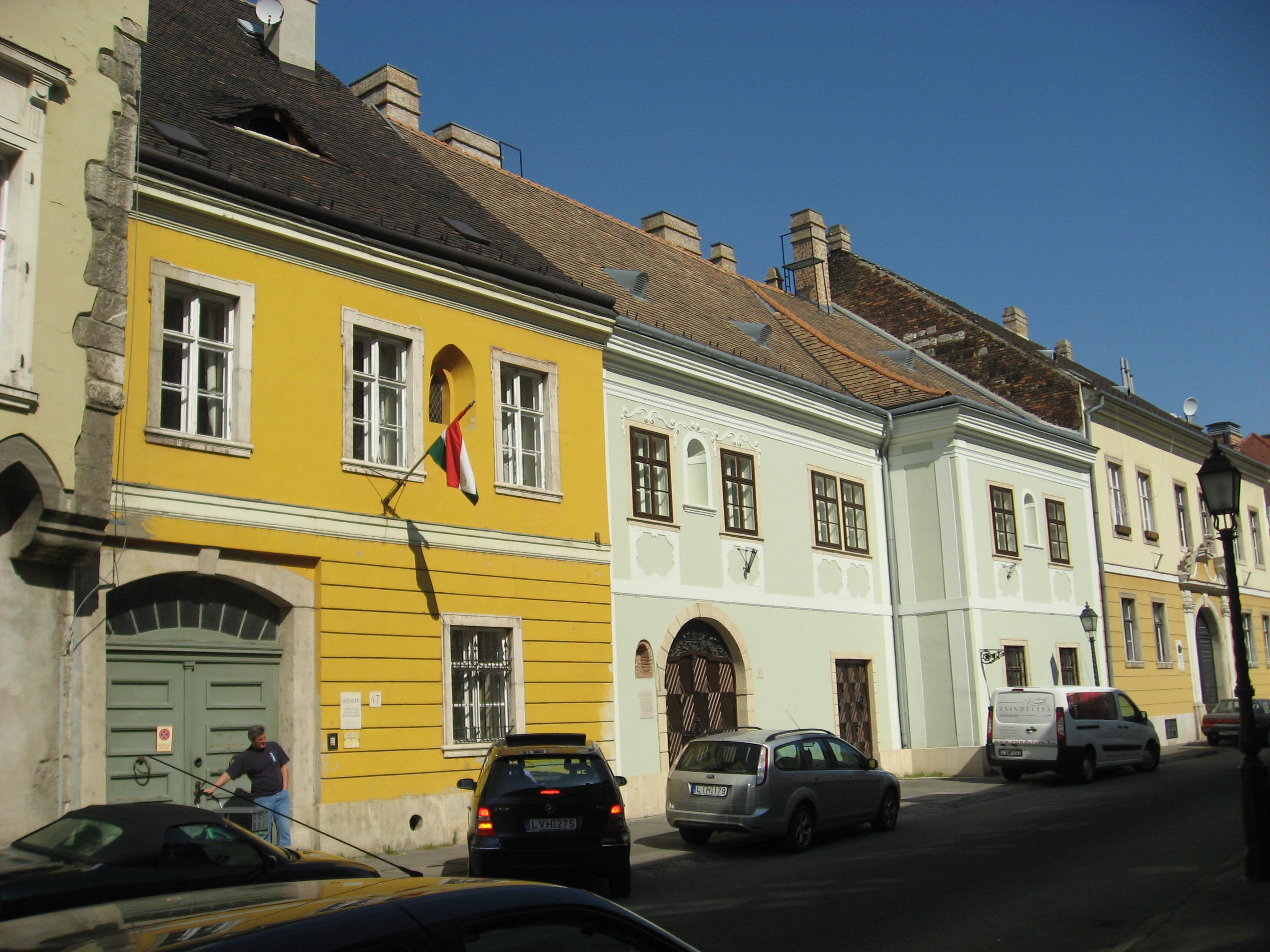
Gasse des Schatzmeisters
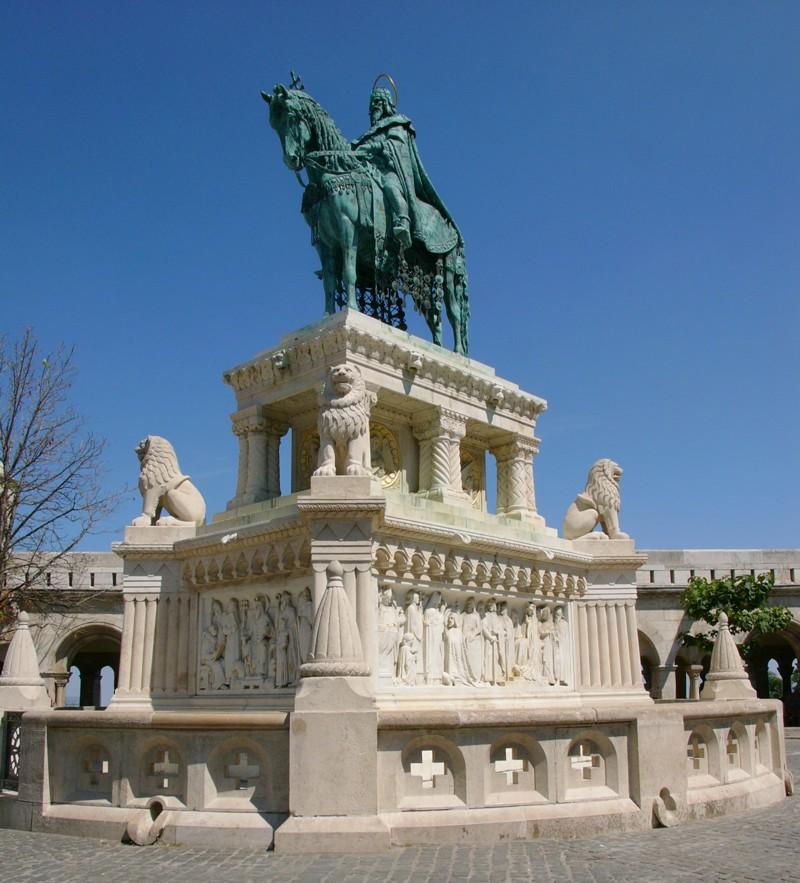
Reiterstatue Stephan I.
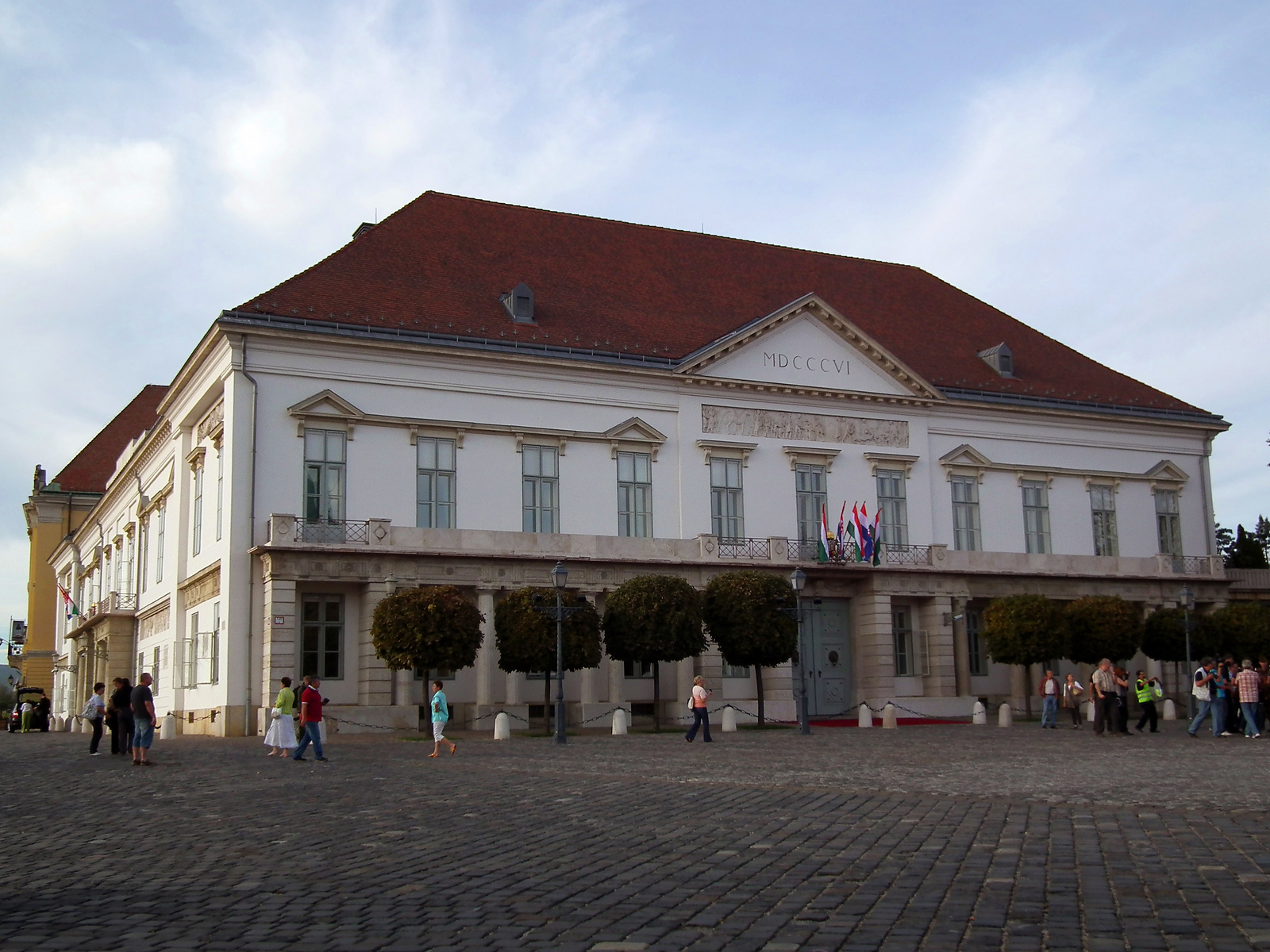
Palais Sándor, seit 2003 offizieller Amtssitz des Staatspräsidenten
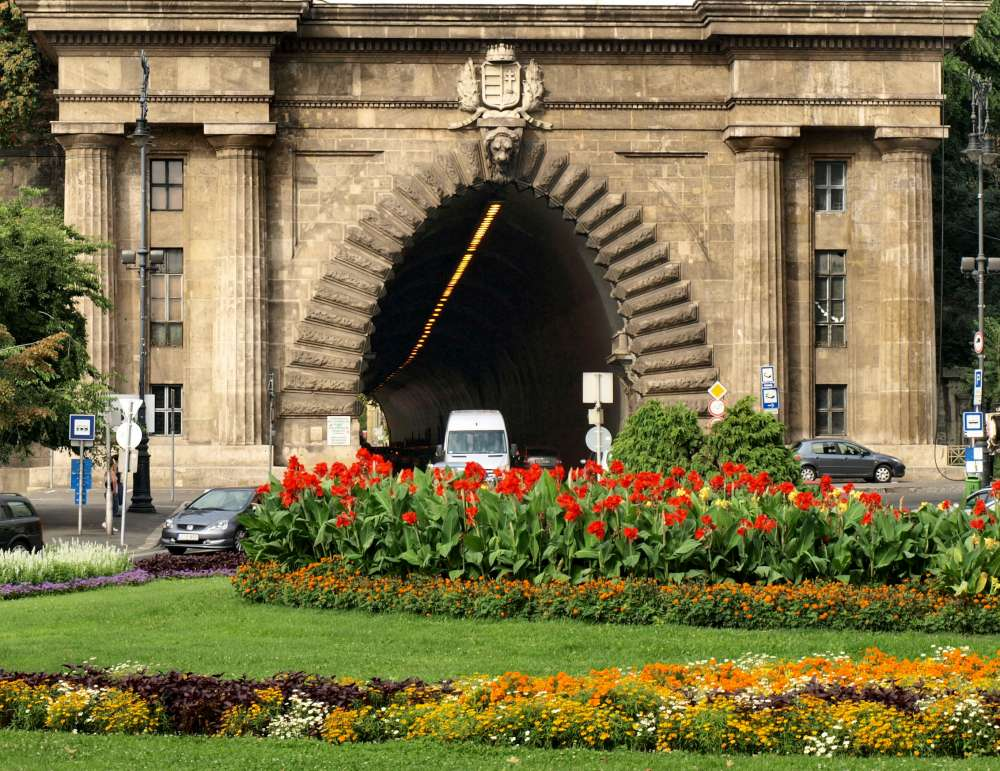
Budaer Burgtunnel

## Verkehrsanbindung

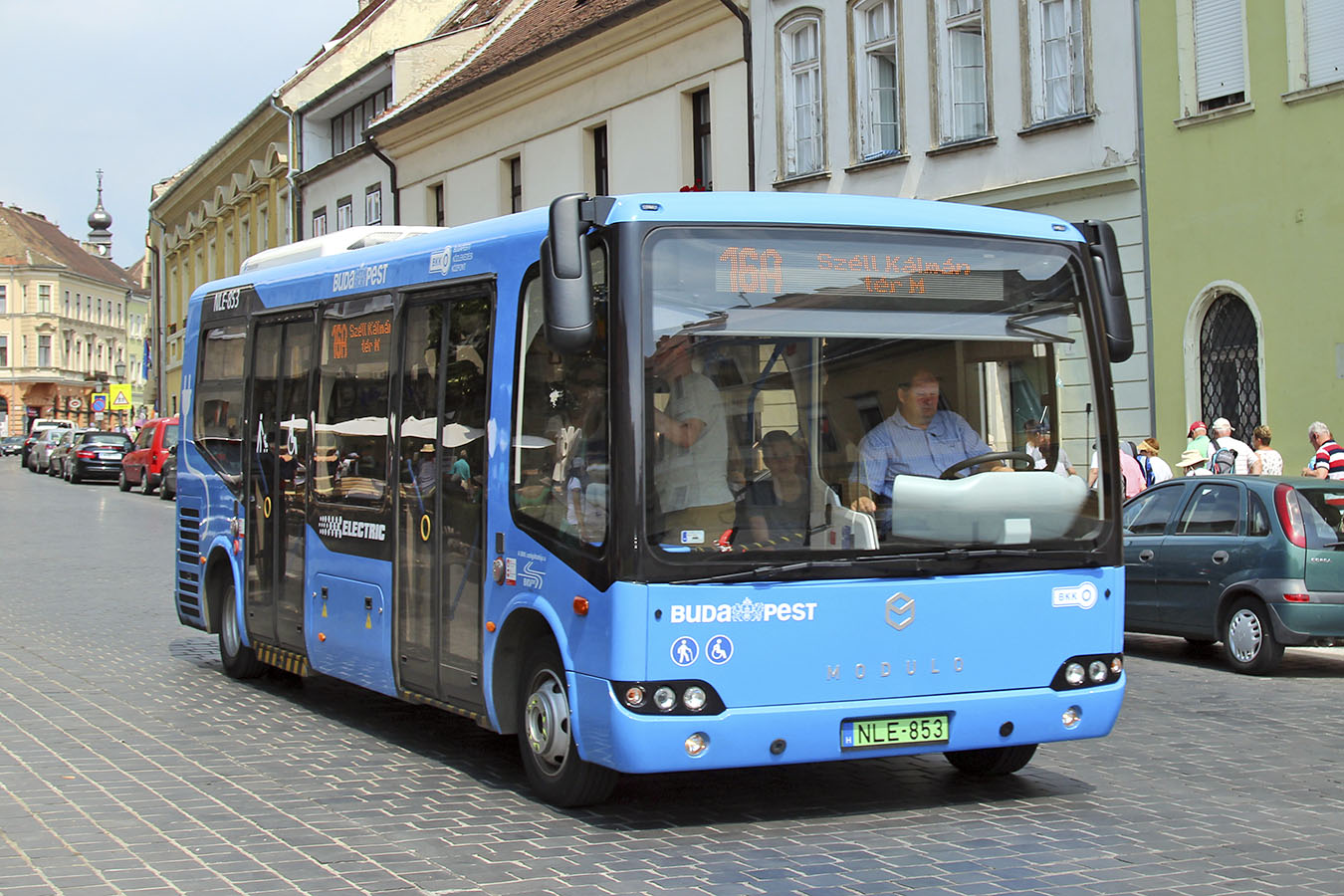
Spezielle Kleinbusse zum Befahren der engen Straßen werden auf den Linien 16 und 16A eingesetzt.

Das Burgviertel ist in mehrfacher Weise mit dem ÖPNV des Budapesti közlekedési központ (BKK) erreichbar:
Die Busse der Linien 16, 16A, 16B und 116 verbinden das Burgviertel mit den U-Bahnhöfen am Széll Kálmán tér (1951–2011 Moszkva tér; M2 und Tram 4, 6, 17, 56 (A), 59 (A/B), 61) und am Deák Ferenc tér (M1, M2, M3, Tram 47 (B), 48, 49) und der Straßenbahnhaltestelle am Clark Ádám tér (Tram 19, 41).
Seit 1869 existiert außerdem die Budavári Sikló, eine Standseilbahn, die den Clark Ádám tér direkt mit dem Szent György tér verbindet.
(Stand: März 2020)